# Спискови градова по државама
Ово је преглед спискова градова по државама и територијама:
| - Азербејџан - Авганистан - Албанија - Алжир - Андора - Ангола - Антигва и Барбуда - Аргентина - Аустралија - Аустрија - Азербејџан - Бахами - Бахреин - Бангладеш - Барбадос - Балорусија - Белгија - Белизе - Бенин - Бутан - Боливија - Босна и Херцеговина - Боцвана - Бразил - Брунеј - Бугарска - Буркина Фасо - Бурунди - Вануату - Венецуела - Вијетнам - Габон - Гамбија - Гана - Грчка - Гренада - Гватемала - Гвинеја - Гвинеја-Бисао - Гвајана - Грузија - Данска - Гренланд - Доминика - Доминиканска Република - Еквадор - Египат - Ел Салвадор - Екваторијална Гвинеја - Еритреја - Естонија - Етиопија - Замбија - Зеленортска острва - Зимбабве - Израел - Индија - Индонезија - Иран - Ирак - Ирска - Исланд - Источни Тимор - Италија - Јамајка - Јапан - Јемен | - Јерменија - Јордан - Јужноафричка Република - Казахстан - Камбоџа - Камерун - Канада - Катар - Кенија - Кина - Кипар - Киргистан - Кирибати - Колумбија - Комори - Демократска Република Конго - Република Конго - Северна Кореја - Јужна Кореја - Костарика - Куба - Кувајт - Лаос - Летонија - Либан - Лесото - Либерија - Либија - Лихтенштајн - Литванија - Луксембург - Република Македонија - Мадагаскар - Мађарска - Малави - Малезија - Малдиви - Мали - Малта - Маршалска Острва - Мауританија - Маурицијус - Мексико - Микронезији - Молдавија - Монголија - Мароко - Мозамбик - Мјанмар - Намибија - Науру - Немачка - Непал - Нови Зеланд - Никарагва - Нигер - Нигерија - Норвешка - Обала Слоноваче - Оман - Пакистан - Палау - Панама - Папуа Нова Гвинеја - Парагвај - Перу - Пољска - Португал | - Румунија - Русија - Руанда - Свети Китс и Невис - Света Луција - Свети Винсент и Гренадини - Самоа - Сан Марино - Сао Томе и Принципе - Саудијска Арабија - Сенегал - Србија - Сејшели - Сијера Леоне - Сједињене Државе - Словачка - Словенија - Соломонска Острва - Сомалија - Судан - Суринам - Свазиленд - Сирија - Таџикистан - Танзанија - Тајланд - Того - Тонга - Тринидад и Тобаго - Тунис - Турска - Туркменистан - Тувалу - Уганда - Украјина - Уједињени Арапски Емирати - Уједињено Краљевство - Британске прекоморске територије - Уругвај - Узбекистан - Филипини - Фиџи - Финска - Француска - Хаити - Холандија - Аруба - Холандија - Хондурас - Хрватска - Централноафричка Република - Црна Гора - Чад - Чешка Република - Чиле - Џибути - Шпанија - Шри Ланка - Шведска - Швајцарска |